# Bartees Strange
Бартіс Леон Кокс молодший (англ. Bartees Leon Cox Jr.) — американський музикант англійського походження, більш відомий під псевдонімом Bartees Strange. Кокс народився в Іпсвічі, Англія, виріс у Мустанзі, Оклахома, а зараз живе у Вашингтоні, округ Колумбія.

## Раннє життя
Бартіс Леон Кокс молодший народився 30 січня 1989 року в Іпсвічі, Англія, в сім'ї батька-військового та матері-оперної співачки. Сім'я переїздили з країни в країну, спочатку до Німеччини, далі до Гренландії, далі до різних штатів США, перш ніж осісти в Мустангу, штат Оклахома, на той час Коксу було 12 років.
Перш ніж стати музикантом, Кокс працював директором із комунікацій некомерційної екологічної організації у Вашингтоні.

## Кар'єра
У той час, коли Кокс мешкав у Брукліні, він був учасником пост-хардкор гурту Stay Inside з 2016 по 2018 рік.
Наприкінці 2017 року Кокс випустив свій сольний акустичний мініальбом, «Magic Boy» під псевдонімом Bartees & The Strange Fruit.
У березні 2020 року Кокс випустив міні-альбом із переробленими кавер-версіями пісень гурту The National під назвою Say Goodbye to Pretty Boy на незалежному лейблі Brassland.
Після виходу в інтернет-виданні Stereogum статті Artist To Watch: Bartees Strange, Кокс випустив свій дебютний сольний альбом Live Forever 2 жовтня 2020 року. Музичний стиль містить елементи хіп-хопу, інді-року та джазу. Альбом був сприйнятий позитивно.
Пізніше того ж року Кокс брав участь у концерті гурту Thursday, Signals V2 і продовжував гастролювати протягом 2021 і 2022 років, підтримуючи таких виконавців, як Lucy Dacus, Phoebe Bridgers, Courtney Barnett, Car Seat Headrest.
У 2022 році Кокс випустив другий альбом «Farm to Table». Після виходу альбому він гастролював разом із такими артистами, як The National, Japanese Breakfast і Metric.

## Особисте життя
Кокс ідентифікує себе як бісексуала.

## Дискографія

### Студійні альбоми
- Live Forever (2020) — Memory Music
- Farm to Table (2022) — 4AD

### Мініальбоми
- Magic Boy (2017) (as Bartees & The Strange Fruit)[6][18]
- Say Goodbye to Pretty Boy (2020) — Brassland
- Tisched Off (2022) — Sub Pop

### Сингли
Як головний артист
| Назва                                                  | Рік  | Альбом                    |
| ------------------------------------------------------ | ---- | ------------------------- |
| "About Today"                                          | 2020 | Say Goodbye to Pretty Boy |
| "Lemonworld"                                           | 2020 | Say Goodbye to Pretty Boy |
| "Going Going" / "HAGS"                                 | 2020 | Non-album singles         |
| "The Geese of Beverly Road" / "Looking for Astronauts" | 2020 | Non-album singles         |
| "Mustang"                                              | 2020 | Live Forever              |
| "Boomer"                                               | 2020 | Live Forever              |
| "Kelly Rowland"                                        | 2020 | Live Forever              |
| "The Pearl" (with Lorenzo Wolff)                       | 2021 | Non-album single          |
| "Weights"                                              | 2021 | Live Forever (Deluxe)     |
| "Province" (with Eric Slick & OHMME)                   | 2021 | Non-album single          |
| "Heavy Heart"                                          | 2022 | Farm to Table             |
| "Cosigns"                                              | 2022 | Farm to Table             |

Як відомий артист
| Назва                                                                | Рік  | Альбом            |
| -------------------------------------------------------------------- | ---- | ----------------- |
| "Plead Insanity" (Spring Silver featuring Bartees Strange and Sad13) | 2020 | Non-album singles |
| "Goldbrick Champion" (Broke Royals featuring Bartees Strange)        | 2020 | Non-album singles |

Виступи як запрошений гість
| Назва              | Рік  | Виконавець      | Альбом      |
| ------------------ | ---- | --------------- | ----------- |
| "It's Gold"        | 2020 | Project Diem    | Pluto       |
| "Milky"            | 2020 | Project Diem    | Pluto       |
| "Top of the World" | 2020 | Dave Hause      | Patty       |
| "Monsters"         | 2021 | Hit Like a Girl | Heart Racer |

Ремікси
| Пісня                              | Рік  | Виконавець         | Альбом                               | Назва                   |
| ---------------------------------- | ---- | ------------------ | ------------------------------------ | ----------------------- |
| "Bone Skull"                       | 2021 | Glass Beach        | alchemist rats beg bashful (remixes) | Bartees Strange Remix   |
| "Smartest Man" (featuring Arlissa) | 2021 | Homeschool         | Homeschool: Book I                   | Bartees Strange Remix   |
| "Pool"                             | 2021 | Samia              | The Baby Reimagined                  | Bartees Strange Version |
| "Dreams"                           | 2021 | Hannah Georgas     | All That Emotion Versions            | Bartees Strange Remix   |
| "Emergency Equipment & Exits"      | 2021 | Ganser             | Look At The Sun                      | Bartees Strange Remix   |
| "Pool Hopping"                     | 2021 | Illuminati Hotties | Non-album singles                    | Strange Pool Remix      |
| "Kyoto"                            | 2021 | Phoebe Bridgers    | Non-album singles                    | Bartees Strange Remix   |
| "Figure 8"                         | 2023 | Paramore           | Re: This Is Why                      | Re: Bartees Strange     |

## Тури
Як хедлайнер
- 2021 Tour (2021)[19]

На підтримку інших виконавців
- Boygenius — The Tour (2023)[20]
- Phoebe Bridgers — Reunion Tour (2021)[21]
- Lucy Dacus — 2021 Tour (2021)[22]
- Courtney Barnett — North American Tour (2021)[23]
- Car Seat Headrest — North American Tour (2022)[24]
- The National — 2022 Tour (2022)[25]
- Metric — The Doomscroller Tour (2022)[26]